# Symphytognatha picta
Espèce
Symphytognatha picta est une espèce d'araignées aranéomorphes de la famille des Symphytognathidae.

## Distribution
Cette espèce est endémique d'Australie-Occidentale. Elle se rencontre dans le parc national Walpole-Nornalup, le parc national Warren, le parc national Shannon, le parc national West Cape Howe et à Jarrahdale,.

## Description
Le mâle holotype mesure 1,06 mm et la femelle paratype 0,98 mm.

## Publication originale
- Harvey, 1992 : A new species of Symphytognatha Hickman (Araneae: Symphytognathidae) from Western Australia. Records of the Western Australian Museum, vol. 15, p. 685-689 (texte intégral).